# Siggis nat
|  | Denne artikel er oprettet af botten PalnaBot ud fra en ekstern database. Den kan derfor have sproglige fejl eller mangler. Denne skabelon kan fjernes efter kontrol af indholdet. |

Siggis nat er en kortfilm instrueret af Morten Henriksen efter manuskript af Jette Drewsen, Morten Henriksen.